# Xploding Plastix
Xploding Plastix je norská dvojčlenná skupina hrající elektrofunk a big beatovou hudbu s prvky jazzu. Jejich song Treat Me Mean, I need the Reputation se stal v roce 2000 během chvilky legendou poté co bylo vydáno v Beatservice Records jejich album 7". Další album vydali roku 2002, tentokráte v Hospital Records, a vyzdviženo bylo především LTJ Bukemem, Coldcutem a Grooveriderem. Jejich třetí album The Order of Things: Music for the Kronos Quartet připravili společně s Kronos Quartet.

## Členové
- Jens Petter Nilsen
- Hallvard Wennersberg Hagen (zformoval v Norsku black metalovou skupinu Kvist)

## Vybraná discografie
- Treat me mean, I need the reputation, 7" (2000)
- Doubletalk, EP 12" (2001)
- Behind the Eightball, EP (2001)
- Amateur Girlfriends Go Proskirt Agents, CD/LP (2001)
- Plastic Surgery LP 3 Sampler side A, 12" on Hospital Records NHS42 (2002)
- The Benevolent Volume Lurkings, EP (2003)
- The Donca Matic Singalongs, CD/LP (2003)
- The Rebop By Proxy EP, EP (2004)